# Tourville-en-Auge
Tourville-en-Auge – miejscowość i gmina we Francji, w regionie Normandia, w departamencie Calvados.
Według danych na rok 1990 gminę zamieszkiwało 207 osób, a gęstość zaludnienia wynosiła 66 osób/km² (wśród 1815 gmin Dolnej Normandii Tourville-en-Auge plasuje się na 679. miejscu pod względem liczby ludności, natomiast pod względem powierzchni na miejscu 1030.).